# Acmaeodera impluviata
Acmaeodera impluviata – gatunek chrząszcza z rodziny bogatkowatych i podrodziny Polycestinae.
Gatunek ten został opisany w 1837 przez Carla Gustafa Mannerheima.
Ciało długości powyżej 9 mm, czarne do niebieskawo czarnego. Przedplecze bez znaków na bocznych brzegach. Przednia krawędź przedpiersia cofnięta od przednio-bocznych kątów przedplecza. Pokrywy z żółtymi znakami lub bez nich i o bokach prawie równoległych lub zafalowanych aż do miejsca za środkiem ich długości. Na bokach pierwszych trzech sternitów brak szpatułkowatych szczecin.
Wśród roślin żywicielskich tego gatunku wymienia się przedstawicieli rodzajów Phaseolus i Byttneria.
Chrząszcz znany z Meksyku i Nikaragui.